# Longum
Longum är en tätort i Arendals kommun i Agder fylke i södra Norge. Orten ligger vid fylkesväg 421, inte långt ifrån Europaväg 18, norr om kommunens centralort Arendal.